# Irene (Kaiserin)

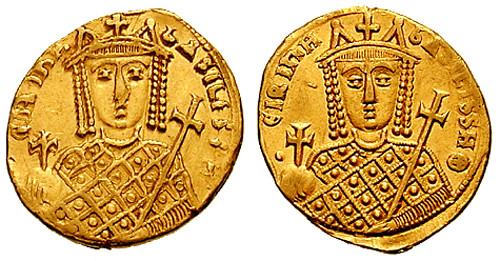
Solidus Irenes

Irene, im Deutschen selten Irene von Athen (mittelgriechisch Εἰρήνη ἡ Ἀθηναία Iríni i Athinéa; * 752 in Athen; † 9. August 803 auf Lesbos), war Kaiserin des Byzantinischen Reichs von 797 bis 802.

## Leben
Im Jahre 769 wurde Irene die Gemahlin des erstgeborenen Kaisersohns Leo, der 775 als Leo IV. Kaiser wurde. Ein Jahr nach der Heirat wurde sie Mutter eines Sohnes, des späteren Konstantin VI. Nach dem Tod Leos 780 wurde Konstantin Kindkaiser. Irene übernahm die Regentschaft, die sie zunächst gegen die Usurpatoren Nikephoros (780) und Elpidios (781–782) behaupten musste.
Irenes Regierungszeit fiel in die Zeit des Byzantinischen Bilderstreits im 8. und 9. Jahrhundert. Sie gehörte zur Partei der Ikonodulen (Bilderverehrer) und berief 787 das Zweite Konzil von Nicäa ein, das unter anderem entschied, dass Ikonen geehrt, aber nicht angebetet werden dürfen.
Im Jahre 787 ging Irene ein Bündnis mit Karl dem Großen ein. Pläne wurden geschmiedet, dessen Tochter Rotrud mit Konstantin zu verheiraten, aber nicht weiter verfolgt, da Irene keine fränkische Delegation nach Nicäa eingeladen hatte. Als sich Irene 790 zur Alleinherrscherin aufschwang, rebellierten armenische Soldaten in der byzantinischen Armee unter Führung des Strategos Alexios Musele. Irene wurde als Regentin abgesetzt, jedoch 792 von ihrem Sohn als Mitkaiserin rehabilitiert. 797 brach eine weitere Rebellion aus, diesmal von Irenes Verbündeten angezettelt und mit ihrer Zustimmung. Konstantin wurde abgesetzt, geblendet und starb später an den ihm zugefügten Wunden.
Dies brachte Irene auf den byzantinischen Thron und sie war die erste alleinherrschende Frau im Reich. Auf Münzen und Siegeln nannte sie sich meist Basilissa, was die Ehefrau des Kaisers bezeichnete, oder Augusta, niemals jedoch Basileus. Es war „außer in Edikten für Irene nicht notwendig, die Fiktion eines männlichen Herrschers aufrechtzuerhalten“ (Gerhard Rösch).
Als Kaiserin war sie nicht sehr erfolgreich, die Armee unterstützte sie nur halbherzig, und die führenden Minister Staurakios und Aëtios stritten untereinander. Einflussreiche Hofkreise versuchten erneut vergeblich, ihren Schwager Nikephoros zum Kaiser zu erheben. Irene senkte die Steuern, um an Popularität zu gewinnen, bekam aber dadurch finanzielle Schwierigkeiten.
Aus ihrer Stellung als Kaiserin entstanden noch andere Probleme mit weitreichenden Folgen: Unter römischem Recht konnte keine Frau das Oberkommando des Heeres führen. Da der Kaiser diese Position von Amtes wegen innehatte, konnte keine Frau legal Kaiser sein. Deshalb, so einige Quellen, sah Papst Leo III. den römischen Kaiserthron als vakant an und konnte Karl den Großen im Jahr 800 zum römischen Kaiser krönen. Man kann diese Handlung aber auch lediglich als Erneuerung des weströmischen Kaisertums ansehen, die eben nur das oströmische Kaisertum für den Westen verwarf. Jedenfalls billigte im Jahr 812 Michael I. schließlich Karl den Kaisertitel zu, jedoch explizit ohne Erbfolge.
Laut Theophanes hätte Karl nach der Kaiserkrönung eine Heirat mit Irene beabsichtigt, um sein Kaisertum auch im Osten zu legalisieren. Eine Hochzeit sei jedoch nicht zustande gekommen, weil der mächtige Eunuch Aëtios eine Eheschließung Irenes mit seinem Bruder Leon einzufädeln hoffte. Von Karls Heiratsabsicht ist allerdings in fränkischen oder römischen Quellen nichts zu finden. Irene wurde 802 abgesetzt und durch den Finanzminister Nikephoros ersetzt. Damit endete die syrische Dynastie. Irene wurde verbannt und starb 803 in einem Kloster auf der Insel Lesbos.